# Bajo otra bandera (película)
Bajo otra bandera (título original: A Show of Force) es un drama estadounidense de 1990 dirigida por Bruno Barreto con Amy Irving y Andy García como protagonistas. La producción cinematográfica, la cual es una adaptación del libro de Anne Nelson que se llama “Murder Under Two Flags”, relata los hechos que ocurrieron en 1978 en Puerto Rico y que fueron bautizados luego como el “watergate puertorriqueño”.

## Argumento
Dos supuestos terroristas fueron matados por la policía en una operación legal en Puerto Rico justo antes de las elecciones para gobernador allí. Sin embargo, mientras que los policías son alabados como héroes, Kate Meléndez, una reportera televisiva puertorriqueña y mujer del famoso abogado e independista Juan Meléndez, que murió por cáncer. Descubre por propias observaciones, que nada es lo que aparenta ser en la operación. Eso le lleva a investigarlo con más profundidad utilizando para ello su influencia de ser la mujer de Juan Meléndez. 
Cuando así consigue hablar con un amigo de esos "terroristas",  que es buscado por su relación con ellos, él confirma a ella todo eso mostrando que los muertos no eran terroristas, sino miembros radicales de izquierda, que abogaban por la independencia de Puerto Rico de los Estados Unidos. Es entonces cuando la policía aparece ante ellos para arrestarlo habiéndola seguido a ella, para ello matándolo delante de ella cuando él se resistió al arresto. A causa de lo ocurrido, ella convierte su pesquisa en un asunto personal y continúa con toda su fuerza con ella. Con el tiempo, se da cuenta de que en realidad fueron asesinados después de rendirse a la policía. También descubre que el jefe del FBI local Frank Curtin estaba involucrado en ello. Mientras tanto el gobernador, que se ve como anticomunista, proamericano y defensor de la ley y el orden, es reelegido gracias a lo ocurrido, lo que causa en Kate la sospecha de que se hizo para reelegirlo.
Las investigaciones de Kate llevan con el tiempo a una investigación criminal, en la que el gobernador Villanueva se pone del lado de los policías y que es luego cerrada por las autoridades federales. Finalmente el Senado de Puerto Rico empieza a investigar lo ocurrido bajo la dirección del fiscal especial Luis Ángel Mora, a quien Kate le cuenta todo mientras que se encarga para que los interrogatorios sean emitidos por televisión. Luis puede probar allí con su ayuda, que los dos fueron asesinados y que se manipularon las pruebas para que pareciesen terroristas matados en un tiroteo que ellos empezaron. Todo causa un tremendo impacto en Puerto Rico, mientras que fracasan los intentos del partido del gobernador de desacreditar la investigación.  
Aun así falta la prueba concluyente de todo lo ocurrido cuando todo termina. Finalmente Frank Curtin, pensando que no han podido cogerle, se enfrenta a Kate a solas y confiesa que fue él, quien organizó el crimen para ayudar al gobernador a ser reelegido. Sin embargo, no se da cuenta de que Luis ha podido observarlos a tiempo y que ha instruido al hombre de cámara de Kate a emitir la conversación en vivo. Así todos ven la confesión pública de Frank y su posterior amenaza de matar a Kate por el daño que hizo a él y al gobernador. Se insinúa que todos los responsables del crimen serán luego castigados por lo que hicieron después de la emisión en vivo y que el gobernador está políticamente acabado por lo ocurrido. 

## Reparto
- Amy Irving - Kate Meléndez
- Andy Garcia - Luis Ángel Mora
- Lou Diamond Phillips - Jesús Fuentes
- Robert Duvall - Howard
- Kevin Spacey - Frank Curtin
- Erik Estrada - Machado
- Juan Fernández - Capitán Correa
- Lupe Ontiveros - Pepita
- León Singer - Julio Dominguez
- Priscilla Pointer - Alice Ryan
- Roger Pretto - Senador
- Luis G. Oquendo - Gobernador Villanueva

## Recepción
La producción cinematográfica logra sostenerse gracias a un guion realmente sólido y a una puesta en escena efectiva y directa por parte de Barreto. Lo único que hay que objetar es, que la denuncia política. aunque está llena de buenas intenciones, se desvanece poco a poco dentro de la maraña de acción, que se va creando a lo largo de la película. Sin embargo aun así sigue siendo una obra muy entretenida.